# Deutsche Schießsport Union
Die Deutsche Schießsport Union e. V. (DSU) wurde im Jahr 1984 auf Initiative von Erich Monreal in Weißenthurm gegründet. Seit dieser Zeit hat die DSU eine erhebliche Entwicklung sowohl in der Steigerung der Mitgliederzahlen als auch in der Fortführung des sportlichen Programms vollzogen.
Der sportliche Schwerpunkt liegt im Großkaliberschießen mit besonderer Ausrichtung auf dynamische Kurz- und Langwaffendisziplinen.
Die DSU hatte im September 2024 insgesamt 20.000 Mitglieder (darunter etwa 410 Einzelmitglieder), die in 485 Vereinen organisiert waren. Sie ist ein bundesweit organisierter Zentralverband ohne Landesverbände oder -gruppen.

## Ziele
Die DSU fördert das sportliche Schießen in seiner gesamten Vielfalt und unterstützt fairen Wettkampf der Schützen. Hierzu werden vielfältige sportliche Wettbewerbe ausgerichtet.
Daneben wird der Jugendarbeit besondere Aufmerksamkeit gewidmet. Bereits im Jahr 2005 wurde der Bundesstützpunkt für Jugendarbeit der DSU in Wershofen/Eifel angesiedelt.

## Organisation
Die Geschäftsstelle der DSU ist in Weißenthurm angesiedelt. Hier befindet sich auch das Schulungszentrum der DSU mit einem mehrdistanzfähigen 25-Meter-Indoor-Schießstand und Schulungsräumen.
Die DSU ist als anerkannter Dachverband nach § 15 Waffengesetz (WaffG) für ihre Mitgliedsvereine und Einzelmitglieder aktiv. Regelmäßig entsenden die Mitgliedsvereine ihre Delegierten zur jährlichen Delegiertenversammlung, die satzungsgemäß das höchste Organ der DSU bildet. Die Delegiertenversammlung setzt sich aus den entsandten Delegierten der Vereine, den Mitgliedern des Unionsrates sowie den Ehrenmitgliedern der DSU zusammen.
Die Delegiertenversammlung nimmt, neben anderen satzungsgemäßen Aufgaben, die Berichte des Unionsrates entgegen, entlastet diesen und wählt die Mitglieder des Unionsrates.
Der Unionsrat ist für alle Angelegenheiten zuständig, die nicht der Delegiertenversammlung vorbehalten sind oder in die Zuständigkeit des Präsidiums fallen; er handelt daher als Bindeglied zwischen der Delegiertenversammlung und dem Präsidium. Insbesondere wählt er das Präsidium und berät dieses in wichtigen Angelegenheiten.
Die DSU wird rechtlich durch das Präsidium vertreten. Die fünf Mitglieder des Präsidiums setzten sich aus dem Präsidenten sowie vier Vize-Präsidenten zusammen.

## Sportordnung
Die Sportordnung der Deutschen Schießsport Union definiert die Regeln, nach denen Wettkämpfe der DSU ausgetragen werden. Hierzu zählen neben der Beschreibung der einzelnen Disziplinen auch die Beschreibung der verwendeten Schießscheiben sowie die zugelassenen Waffen- und Munitionstypen. Daneben sind auch die Voraussetzungen für die in den Wettbewerben zu erreichenden Auszeichnungen, wie Master- und Kaderregelungen enthalten.
Die derzeit gültige Fassung der Sportordnung 2018 wurde durch das Bundesverwaltungsamt genehmigt und ist dort hinterlegt
Die Sportordnung ist unterteilt in die Kategorien:
- Allgemeiner Teil
- Kurzwaffen
- Langwaffen
- Schwarzpulver-Vorderladerschießen
- Druckluftwaffen, Zimmerstutzen
- Sportordnung der Jugend
- Sportordnung der Schwarzpulverkanoniere VDSK
- Anhänge

## Wettkämpfe der DSU
Die Deutsche Schießsport Union (DSU) richtet im Laufe ihres Sportjahres, das vom 1. Juni eines Jahres bis zum 31. Mai des darauffolgenden Jahres geht, mehrere Wettkämpfe aus, die sowohl zentral als auch dezentral durchgeführt werden.
Das Sportjahr beginnt im Juni mit der „Deutschen Meisterschaft Jugend der DSU“, die am Bundesstützpunkt für Jugendarbeit in Wershofen sowie zeitgleich am Schießleistungszentrum der DSU im thüringischen Wandersleben ausgerichtet wird.
Im August wird das Sportjahr mit der Deutschen Meisterschaft der DSU im Schwarzpulverschießen fortgesetzt, die zentral in Mayen-Hausen stattfindet.
Darauf folgt im September das Pokalschießen, das dezentral in den Schießleistungszentren der DSU, die über die gesamte Bundesrepublik verteilt sind, durchgeführt.
Im Winterhalbjahr, von Oktober bis März, wird die Ligarunde ausgerichtet, die der teilnehmende Schütze am Schießstand seines Heimatvereines absolviert. Die Überwachung der korrekten Ausführung der Ligarunde obliegt den Vereinstrainern, die zur Qualifikation einen entsprechenden Lehrgang im Schulungszentrum der DSU absolviert müssen.
Im April wird die Deutsche Meisterschaft der DSU im Trap durchgeführt, derzeit auf der Wurfscheibenanlage der St. Michael Sportschützen Vettelschoß 1974 e. V.
Höhepunkt des Sportjahres ist die Deutsche Meisterschaft der DSU, welche zu Christi Himmelfahrt an drei Tagen zeitgleich in Berlin und Philippsburg ausgetragen wird. An diesem Wettkampf nehmen ca. 1150 Sportler (Stand 2024) teil; insgesamt treten sie zu ca. 2700 Starts an.

## Scheiben
Die DSU nutzt zum größten Teil eigens für die Disziplinen der Sportordnung entwickelte Scheiben.
Die Symbolscheibe DSU a2 dient für die dynamischen Kurzwaffendisziplinen K13, K15 und K17. Sie hat das Format DIN A2 (590 mm × 420 mm hochkant) und wird im Mehrdistanzschießen auf 5, 10, 15, 20 und 25 Meter beschossen. Trefferflächen sind das innere und mittlere Rechteck sowie das Tonscheibensymbol. Die Druckfarbe ist grün auf gelb-weißem Papier.
Die Ovalringscheibe DSU b2, ebenfalls im Format DIN A2 (590 mm × 420 mm hochkant), wird sowohl für die statischen und Mehrdistanzdisziplinen für Kurzwaffen K2, K14, K24, K27, K36, KPEL als auch für die Langwaffen und Schwarzpulverdisziplinen LDG1, LKS1, LEL2, LRG2, LRI2, LRMoV1, LRMoV2, LHG2, LHMoV1, LHMoV2, LF3, LF4, SHSA, SHFR verwendet.
Von den Ovalringscheiben werden auch kleinere Formate genutzt, die proportional identisch zur Scheibe DSU b2 sind. Die Ziffer des Scheibentyps gibt dabei das jeweilige Papierformat (b3 = DIN A3, b4 = DIN A4, b5 = DIN A5) an. Hier die Auflistung der Disziplinen, die die jeweiligen Scheiben benutzen:
- DSU b3: LEL1, LEZ2, LLA, LRZ2, LPER2, LRMZ1, LRMZ2, LHG1, LHZ2, LPH2, LHMZ1, LHMZ2, DKRPM, DLG1, DLRM1
- DSU b4: LEL1, LRG1, LRI1, LHG1, LHZ1, DKP1, DLG2, DLRM2, DLHM, DLRMS, DLHMS
- DSU b5: LEZ1, LRZ1, LHZ1, LPH1, DLZ
- DSU b5 Präzision: LPER1, LPH1 (Anmerkung: Die DSU b5 Präzision besitzt eine kleinere Trefferfläche als die DSU b5)

Die Symbolscheibe DSU Quigley 300 stellt symbolisch einen Eimer dar und wird für die 300-Meter-Einzelladerdisziplinen LEZ3 und SHKE3 genutzt.
Daneben werden von den Disziplinen der DSU auch UIT- bzw. ISSF- und IPSC-Scheiben sowie einige DJV-Scheiben genutzt.

## Schießleistungskader

Abzeichen Kaderschütze der DSU

Die Deutsche Schießsport Union (DSU) führt in einem Schießleistungskader Schützen, die sich durch eine konstante Leistung auf hohem Niveau auszeichnen. Hierzu ist es erforderlich, dass der Schütze das Sportjahr komplett durchläuft und sowohl am Pokalschießen als auch an der Ligarunde und schließlich der Deutschen Meisterschaft der DSU teilnimmt.
Zur Einstufung als Kaderschütze muss der Schütze dabei jeweils in einer Disziplin eine Mindestleistung erbringen. Zugelassen sind die Kurzwaffendisziplinen K13, K15, K17, K24, K27 und K36. Die Teilnahme muss dabei immer in der gleichen Kaliberklasse erfolgen.
Bei einer durchgehenden Mindestleistung von 70 % der in der jeweiligen Disziplin möglichen maximalen Punkt- bzw. Ringzahl erfolgt die Einstufung in den C-Kader, ab 80 % in den B-Kader und ab 90 % in den A-Kader.
Die Kadereinstufung erfolgt dann am Ende des Sportjahres, sie wird nur für das Sportjahr ausgewiesen, in dem sie erreicht wurde und berechtigt den Schützen zum Tragen des Abzeichens 'Kaderschütze'.

## Masterwertung

Abzeichen Masterschütze der DSU

Bei den Master-Klassen der DSU handelt es sich um hochkarätige und aussagekräftige Wertungen, die es ermöglichen, die Kurzwaffenleistungsschützen der DSU untereinander zu vergleichen, ohne Berücksichtigung des Alters, des Geschlechts, der Einzeldisziplin und des Kalibers.
Die Qualifikation des Masterschützen der DSU kann derzeit nur auf der Deutschen Meisterschaft der DSU erlangt werden.
Der Schütze muss sich mit der Kurzwaffe an den Disziplinen K13, K27 und K36 beteiligen. Alle Disziplinen müssen mit der gleichen Waffe im gleichen Kaliber geschossen werden. Ähnlich wie bei der Kadereinstufung wird eine prozentuale Leistung des möglichen Gesamtergebnisses der Summe der drei Disziplinen gewertet:
70 %: Bronze
80 %: Silber
90 %: Gold
Ein Schütze, der eine Mastereinstufung erreicht, ist berechtigt, das Abzeichen Masterschütze zu tragen.

## Disziplinen
Bei den Disziplinen der DSU erfolgt eine Wertung getrennt nach Altersklassen und Geschlecht sowie nach Kalibergruppen.
Kurzwaffendisziplinen
Alle Kurzwaffendisziplinen werden getrennt nach Pistole und Revolver sowie offene Visierung oder Leuchtpunktvisier ausgerichtet.
| Disziplin | Kurzbeschreibung |
| --------- | --- |
| K2        | Zeitserien-Übung zum Erlernen der Waffenhandhabung für Anfänger |
| K3        | Die K3 ist eine Übung mit einer begrenzter Schießzeit auf Klappfallscheiben und Ovalringscheibe |
| K13       | Mehrdistanz Zeitserien-Übung (5–25 m) in drei Schießstellungen (liegend, kniend, stehend) |
| K14       | Mehrdistanz Präzisions-Übung (5–25 m), stehend |
| K15       | K15: Mehrdistanz Zeitserien-Übung (5–25 m) in zwei Schießstellungen (kniend, stehend) |
| K17       | Mehrdistanz Zeitserien-Übung (5–25 m), bei der aus dem Holster gezogen wird, stehend |
| K24       | Statische Übung (25 m), bestehend aus einem Präzisions- und Zeitserien-Teil |
| K27       | Statische Übung (25 m), bestehend aus einem Präzisions-, Intervall und Zeitserien-Teil |
| K36       | Dynamische Mehrdistanz-Übung (5–25 m), bei der die Positions- und Stellungswechsel durch den Schützen selbsttätig durchgeführt werden. Gewertet wird neben dem Schussergebnis auch die Gesamtausführungszeit. |
| KP/R      | Kombinationsübung Pistole und Revolver |
| KPEL      | Einzelladerpistole Langdistanz, 50 Meter |

Langwaffendisziplinen
| Disziplin | Kurzbeschreibung                                                                       |
| --------- | -------------------------------------------------------------------------------------- |
| LDG1      | Dienstsportgewehr 100 m, Intervallübung                                                |
| LDG2      | Dienstsportgewehr 300 m, Präzisionsübung                                               |
| LDG3      | Dienstsportgewehr aufgerüstet 300 m, Präzisionsübung                                   |
| LKS1      | Klassisches Scheibengewehr 100 m                                                       |
| LEL1      | Einzellader Gewehr 50 m, Präzisionsübung                                               |
| LEL2      | Einzellader Gewehr 100 m, Präzisionsübung                                              |
| LEM1      | Einzellader Matchgewehr 50 m, Präzisionsübung                                          |
| LEM2      | Einzellader Matchgewehr 100 m, Präzisionsübung                                         |
| LEM3      | Einzellader Matchgewehr 300 m, Präzisionsübung                                         |
| LEZ1      | Einzellader Zielfernrohrgewehr 50 m, Präzisionsübung                                   |
| LEZ2      | Einzellader Zielfernrohrgewehr 100 m, Präzisionsübung                                  |
| LEZ3      | Einzellader Zielfernrohrgewehr 300 m „Quigley 300 Nitro“                               |
| LLA       | Lever-Action- und Slide-Action-Repetiergewehr 50 m, Zeitserienübung                    |
| LRG1      | Repetiergewehr 50 m, Präzisionsübung                                                   |
| LRG2      | Repetiergewehr 100 m, Präzisionsübung                                                  |
| LRI1      | Repetiergewehr 50 m Intervall                                                          |
| LRI2      | Repetiergewehr 100 m Intervall                                                         |
| LRZ1      | Repetiergewehr Zielfernrohr 50 m, Zeitserienübung                                      |
| LRZ2      | Repetiergewehr Zielfernrohr 100 m, Zeitserienübung                                     |
| LPER1     | Zielfernrohrgewehr Präzision 100 m, Präzisionsübung                                    |
| LPER2     | Zielfernrohrgewehr Präzision 300 m, Präzisionsübung                                    |
| LPER3     | Zielfernrohrgewehr (ausschließlich Randfeuerkaliber .17 und .22) 100m, Präzisionsübung |
| LRMoV1    | Repetiergewehr Mehrdistanz 50 m offene Visierung, dynamische Mehrdistanzübung          |
| LRMoV2    | Repetiergewehr Mehrdistanz 100 m offene Visierung, dynamische Mehrdistanzübung         |
| LRMZ1     | Repetiergewehr Mehrdistanz 50 m Zielfernrohr, dynamische Mehrdistanzübung              |
| LRMZ2     | Repetiergewehr Mehrdistanz 100 m Zielfernrohr, dynamische Mehrdistanzübung             |
| LHG1      | Halbautomatisches Gewehr 50 m, Zeitserienübung                                         |
| LHG2      | Halbautomatisches Gewehr 100 m, Zeitserienübung                                        |
| LHZ1      | Halbautomatisches Gewehr Zielfernrohr 50 m, Zeitserienübung                            |
| LHZ2      | Halbautomatisches Gewehr Zielfernrohr 100 m, Zeitserienübung                           |
| LPH1      | Halbautomatisches Zielfernrohrgewehr Präzision 100 m, Präzisionsübung                  |
| LPH2      | Halbautomatisches Zielfernrohrgewehr Präzision 300 m, Präzisionsübung                  |
| LHMoV1    | Halbautomatisches Gewehr Mehrdistanz 50 m offene Visierung                             |
| LHMoV2    | Halbautomatisches Gewehr Mehrdistanz 100 m offene Visierung                            |
| LHMZ1     | Halbautomatisches Gewehr Mehrdistanz 50 m Zielfernrohr, dynamische Mehrdistanzübung    |
| LHMZ2     | Halbautomatisches Gewehr Mehrdistanz 100 m Zielfernrohr, dynamische Mehrdistanzübung   |
| LPERH1    | Langwaffendisziplin Bullseye Zentralfeuer 100 m                                        |
| LF1       | Flintenübung F 1, 15–50 m, dynamische Übung mit Zeitfaktor                             |
| LF2       | Flintenübung F 2, 15–50 m, dynamische Übung mit Zeitfaktor                             |
| LF3       | Flintenübung F 3, 50 m, Zeitserienübung                                                |
| LF4       | Flintenübung F 4, 25 m, Zeitserienübung                                                |
| LF5       | Flintenübung F 5, 10–25 m, dynamische Übung mit Zeitfaktor                             |
| LKFT      | Klassische Flinte Trap                                                                 |

Schwarzpulverdisziplinen
| Disziplin | Kurzbeschreibung                                                                    |
| --------- | ----------------------------------------------------------------------------------- |
| SVPP      | Perkussionspistole                                                                  |
| SVPR1     | Perkussionsrevolver gR                                                              |
| SVPR2     | Perkussionsrevolver oR                                                              |
| SVSP      | Steinschlosspistole                                                                 |
| SVPG1     | Vorderlader – Perkussionsscheibengewehr 50 Meter                                    |
| SVPG2     | Vorderlader – Perkussionsjagdgewehr 50 Meter                                        |
| SVOG      | Vorderlader – Ordonanzgewehr 100 Meter                                              |
| SVFG      | Vorderlader – Freigewehr 100 Meter                                                  |
| SVSG1     | Vorderlader – Steinschlossgewehr 50 Meter                                           |
| SVSG2     | Vorderlader – Steinschlossgewehr 100 Meter                                          |
| SVSM      | Vorderlader – Steinschlossmuskete 50 Meter                                          |
| SHG       | Schwarzpulver – Hinterladergewehr 50 Meter                                          |
| SHSA      | Schwarzpulver – Single-Action-Revolver                                              |
| SHKE1     | Schwarzpulver – Klassisches Einzelladergewehr, geschlossene Visierung               |
| SHKE2     | Schwarzpulver – Klassisches Einzelladergewehr, offene Visierung                     |
| SHKE3     | Schwarzpulver – Klassisches Einzelladergewehr, geschlossene Visierung „Quigley 300“ |
| SHFR      | Schwarzpulver – Frühe Repetiergewehre für Schwarzpulverpatronen                     |

Druckluftdisziplinen/Zimmerstutzen
Die Druckluftdisziplinen werden, mit Ausnahme der jugendgerechten Disziplin LP1, mit Pistolen oder Gewehren ausgeübt, deren Mündungsenergie über 7,5 Joule beträgt
| Disziplin | Kurzbeschreibung |
| --------- | --- |
| LP1       | Jugendtaugliche dynamische Mehrdistanz- (5 bis 10 Meter), Zeitserien (10 bis 20 Sekunden) Druckluftwaffenübung für die Schnellfeuer-Luftpistole |
| DKRPM     | Repetier-Luftpistole Mehrdistanz, 10–25 Meter                                                                                                   |
| DLG1      | Luftgewehr, offene Visierung, 50 und 25 Meter                                                                                                   |
| DLG2      | Luftgewehr, 50 und 25 Meter |
| DLRM1     | Repetier-Luftgewehr, offene Visierung, Mehrdistanz, 10–25 Meter                                                                                 |
| DLRM2     | Repetier-Luftgewehr, Mehrdistanz, 10–25 Meter                                                                                                   |
| DLHM      | Halbautomatisches Luftgewehr, Zielfernrohr, Mehrdistanz, 10–25 Meter                                                                            |
| DLRMS     | Repetier-Luftgewehr, Zielfernrohr, Mehrdistanz, Silhouette, 10–25 Meter                                                                         |
| DLHMS     | Halbautomatisches Luftgewehr, Zielfernrohr, Mehrdistanz, Silhouette, 10–25 Meter                                                                |
| LZ        | Zimmerstutzen |

Jugendgerechte Disziplinen
Die jugendgerechten Disziplinen werden grundsätzlich mit Pistolen oder Gewehren ausgeübt, deren Mündungsenergie 7,5 Joule nicht übersteigt. Der Begriff Luftpistole oder Luftgewehr gilt sowohl für Druckluft-, Pressluft- oder CO2-Waffen gleichermaßen.
| Disziplin | Kurzbeschreibung |
| --------- | --- |
| LG-A1     | Luftgewehr, Aufgelegtes Schießen                                                                                                |
| LG–KS-1   | Luftgewehr, Kombiniertes Schießen                                                                                               |
| LG-KS-3   | Luftgewehr, Kombiniertes Schießen (Dreistellungskampf)                                                                          |
| LG-DS     | Luftgewehr, Dynamisches Sportschießen                                                                                           |
| LG-P      | Luftgewehr, Präzisionsschießen                                                                                                  |
| LP-A1     | Luftpistole, Aufgelegtes Schießen                                                                                               |
| LP-DS     | Luftpistole, Dynamisches Sportschießen                                                                                          |
| LP-P      | Luftpistole, Präzisionsschießen                                                                                                 |
| LP-KS-3   | Luftpistole, Kombiniertes Schießen (Dreistellungskampf)                                                                         |
| LP1       | Dynamische Mehrdistanz- (5 bis 10 Meter), Zeitserien (10 bis 20 Sekunden) Druckluftwaffenübung für die Schnellfeuer-Luftpistole |

## Verband der Schwarzpulverkanoniere
Das Sporthandbuch der DSU beinhaltet auch die Sportordnung des „Verband der Schwarzpulverkanoniere e.V.“.